# Стрельба в Вадале
«Перестрелка в Вадале» (хинди शूटआऊट ऍट वडाला, англ. Shootout at Wadala) — индийский художественный фильм на хинди в жанре боевика, выпущенный в прокат 3 мая 2013 года. Заявлен как приквел фильма «Перестрелка в Локандвале», вышедшего в 2007 году и основан на книге «Dongri to Dubai» Хуссейна Заиди, описывающую в числе прочих историю убийства полицией гангстера Маньи Сурве 11 января 1983 года.

## Сюжет
В полицейском участке, офицер Афакир Баагхран слушает историю тяжелораненого гангстера по имени Манья Сурве. Манья был приличным студентом колледжа Кирти в Дадаре, пригороде Бомбея. Он был влюблён в девушку по имени Видья Джоши и завёл разговор со своей матерью об их свадьбе. Старший брат Маньи, Бхаргава Сурве, был гангстером, который работал на криминального босса Бхаткара.
Вскоре на Бхаргаву напали и избили приспешники Бхаткара. Манья попытался помочь ему, но пока он схватился с одним, Бхаргава ударил другого ножом и тот умер на месте. В день объявления результатов экзаменов, прежде чем Манья смог узнать свои оценки, он и его брат были арестованы и публично унижены в колледже инспектором Амболкаром и попали в центральную тюрьму Йервада. В тюрьме другой осужденный Мунир спас Манью от бандита по имени Потия во время обеда, но Бхаргава был убит. Манья подружился с Муниром и другим осужденным Вирой, который начал учить его быть сильнее. В итоге когда Манья вновь столкнулся в Потией, то забил его до смерти.
Позже Манья и Мунир сбежали из тюрьмы во время работ на железнодорожных путях и попытались объединиться с двумя братьями, которые управляли делами в Бомбее. Первый брат Зубаир Имтиаз Хаксар хорошо отнёсся к Манье, однако второму брату Дилавару он не понравился. После этого Манья создал свою банду, включив в неё Мунира, Вира и стрелка Гьячо. Джамал, телохранитель Бхаткара, также присоединился к банде, после того как Манья расправился в его боссом. Затем Манья отомстил Амболкару, публично жестоко его избив.
Сюжет перескакивает к убийству беспринципного репортёра новостей Садика Мастаном, которое вызвало войну между братьями Хаскар и Мастаном. Хаджи Максуд призвал их к перемирию, но оно длилось недолго, поскольку Максуд просил Манью прикончить Зубаира. После убийства Зубаира, Дилавар убил Гьянчо с помощью Джамала. Он собирался убить и Мунира, но Манья спас его. Позже Дилавар попросил Афакира убить Манью. Хотя тот сначала отказался, он дал согласие, когда комиссар полиции приказал ему. История заканчивается после перестрелки и убийства Маньи полицией.

## В ролях
- Джон Абрахам — Манья Сурве[англ.], главный герой
- Анил Капур — офицер полиции Афакир Баагхран (прототип — Исак Багван)
- Кангана Ранаут — Видья Джоши, возлюбленная Маньи
- Тусшар Капур — Шейх Мунир, друг Маньи
- Сиддхант Капур[англ.] — Гьянчо (прототип — Вишну Патель)
- Манодж Баджпаи[англ.] — Зубаир Имтиаз Хаксар
- Сону Суд — Дилавар Имтиаз Хаксар
- Ронит Рой — инспектор Раджа Амбат (прототип — Раджа Тамбат)
- Махеш Манджрекар[англ.] — инспектор Бхинде (прототип — Мадхукар Зенде)
- Ранджит[англ.] — Бхаткар Дада, криминальный босс
- Раджу Кхер — инспектор Амболкар (прототип — инспектор Дабхолкар)
- Ариф Закария — Садик, репортёр (прототип — Акбал Натик)
- Четан Хансрадж — Потья, осужденный (прототип — Сухас Бхаткар)
- Каран Патель — Джамал, телохранитель Бхаткара
- Санджив Чадда — Вира (прототип — Удай Шетти)
- Винит Шарма — Бхаргав Сурве, брат Маньи[1]
- Сони Раздан — мать Маньи
- Акбар Хан — Хаджи Максуд (прототип — Хаджи Мастан[англ.]) (камео)
- Джеки Шрофф — комиссар полиции (камео)
- Приянка Чопра — танцовщица в песне «Babli Badmaash»
- Софи Чоудри — танцовщица в песне «Aala Re Aala»
- Санни Леоне — танцовщица в песне «Laila»

## Производство
После провала предыдущего фильма Zinda режиссёр Санджай Гупта решил написать сценарий для следующего, взяв за основу реальную историю первой зарегистрированной перестрелки между полицией Мумбаи и гангстерами. На главную роль он выбрал Джона Абрахама, который снимался у него раньше в фильме Zinda. Кангану Ранаут пригласили на главную женскую роль, из-за её способности выделяться в фильме, где играют одни мужчины. Тусшар Капур, который сыграл в первой части фильма, согласился на роль второго плана. Ронит Рой, известный ролями в телесериалах, был взят на роль полицейского, подобную которой в первой части фильма сыграл его брат Рохит.
Помимо основных сцен, Санджай Гупта решил добавить item-номера. Было отснято три номера, для первого пригласили Санни Леоне, которая в то время только что дебютировала в фильме «Тёмная сторона желания 2», и «Стрельба в Вадале» стал для неё первым фильмом, где она танцевала. Второй номер сняли с участием англо-индийской актрисы и певицы Софии Чоудри. А для третьего номера «Babli Badmaash» Санджай пригласил Приянку Чопру, которая ранее снялась в фильме Plan, для которого он написал сценарий. Причиной сняться в только item-номере для актрисы стала начала певческой карьеры на международной сцене, а также занятость на съёмках фильма «Крриш 3» и дебют в американском кино. Также в актёрский состав фильма вошёл Сиддхарт Капур, сын легендарного актёра Шакти Капура, который раньше работал диджеем и ассистентом режиссёра. Ещё до этого он должен был дебютировать в фильме Satte Pe Satta, являющегося ремейком одноимённого фильма 1982 года, но съёмки отложены. На небольшую роль комиссара был выбран Джеки Шрофф, и шли слухи воссоединении его тандема с Анилом Капуром спустя 15 лет после провала фильма Kabhie Na Kabhie
Также режиссёр, зная последствия использования настоящего имени Давуда Ибрагима во время съёмок фильма, решил изменить на Дилавара Имтиаза, и взял сыграть его Сону Суда.

## Саундтрек
| №   | Название                                                   | Исполнители                                              | Длительность |
| --- | ---------------------------------------------------------- | -------------------------------------------------------- | ------------ |
| 1.  | «Aala Re Aala»                                             | Сунидхи Чаухан, Мика Сингх                               | 5:44         |
| 2.  | «Laila»                                                    | Мика Сингх                                               | 3:36         |
| 3.  | «Babli Badmaash»                                           | Сунидхи Чаухан                                           | 4:27         |
| 4.  | «Ek Din Ke Liye»                                           | Сунидхи Чаухан, Ану Малик                                | 0:48         |
| 5.  | «Yeh Junoon»                                               | Мустафа Захид                                            | 4:52         |
| 6.  | «Aye Manya»                                                | Аднан Сами, Meet Bros Anjjan, Шаан                       | 4:56         |
| 7.  | «Goli»                                                     | Meet Bros Anjjan, Судеш Бхосле, Анил Капур, Джон Абрахам | 4:08         |
| 8.  | «Babli Badmaash (Remix by Gourav Das Gupta & Roshan Balu)» | Сунидхи Чаухан, Ану Малик                                | 4:47         |
| 9.  | «Aala Re Aala (Remix by Gourav Das Gupta & Roshan Balu)»   | Сунидхи Чаухан, Мика Сингх, Ану Малик                    | 5:02         |
| 10. | «Laila (Remix by Gourav Das Gupta & Roshan Balu)»          | Мика Сингх & Ананд Радж Ананд                            | 3:27         |
| 11. | «Yeh Junoon (Remix by Mayur Sahani)»                       | Мустафа Захид                                            | 4:01         |
| 12. | «Goli (Remix by Mayur Sahani)»                             | Meet Bros Anjjan, Судеш Бхосле, Анил Капур, Джон Абрахам | 3:38         |